# Музау
Музау (нім. Musau) —  громада округу Ройтте у землі Тіроль, Австрія.
Музау лежить на висоті 821 м над рівнем моря і займає площу 20,7 км². Громада налічує 398 мешканців.
Густота населення 19/км².
|                                |
| Музау на мапі округу та землі. |

 Адреса управління громади: HNr. 85, 6600 Musau.